# جورج أوغست فالين

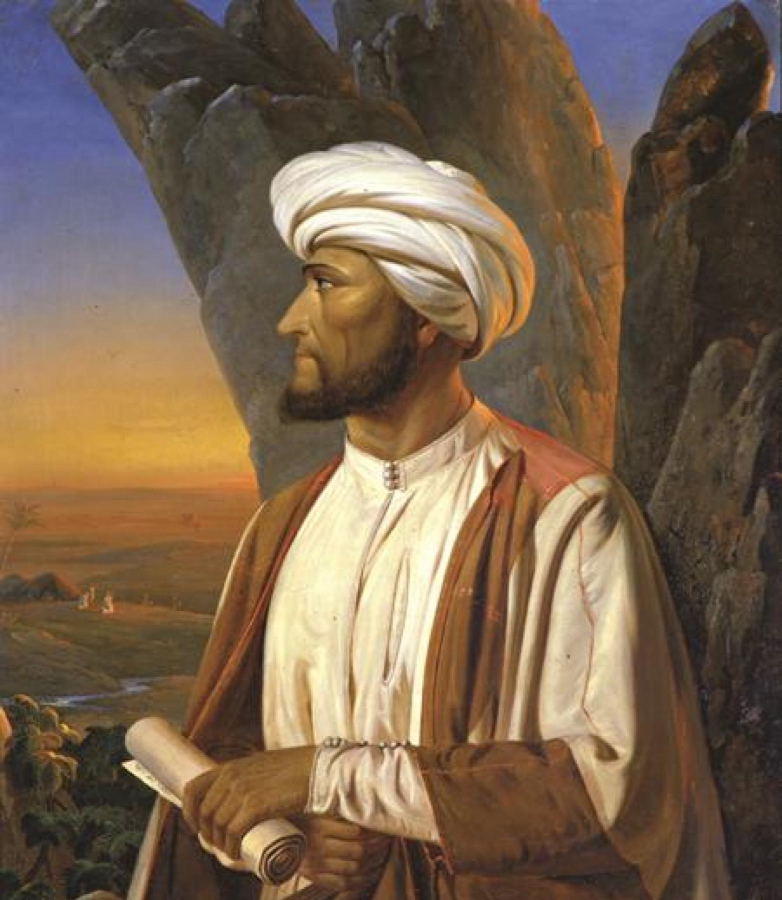
المستكشف والرحالة جورج والن بالملابس العربية

جورج أوغست فالين (بالفنلندية: Yrjö Aukusti Wallin)، واسمه العربي بعد اعتناقه الإسلام عبد الولي (24 أكتوبر 1811 ـ 23 أكتوبر 1852) هو مستشرق ورحالة وأستاذ جامعي فنلندي، من أوائل المستكشفين الأوروبيين لجزيرة العرب.

## نشأته الأولى وتعليمه
ولد فالين في جزر آلاند ببحر البلطيق غربي فنلندا سنة 1811، ثم التحق بجامعة هلسنكي لدراسة اللغات الشرقية سنة 1829، حيث حصل على درجة الماجستير في الآداب سنة 1836، ثم شرع في وضع أطروحة علمية عن اللغتين العربية والفارسية إبان عمله أمينًا بمكتبة الجامعة.
خصص فالين كثيرًا من وقته وطاقته ـ أثناء دراسته الجامعية ـ للألعاب وللموسيقى، لكن هذا لم يمنعه من تحقيق نجاح كبير في دراساته. وقد اكتسب فالين ـ إلى جانب دراسته الأكاديمية البحتة ـ معرفة عملية فعالة في لغات عديدة، إذ أجاد كلًا من الألمانية والروسية والفرنسية والإنجليزية، إلى جانب لغته الأم السويدية.
اهتم فالين باللهجات العربية الدارجة، ووضع سنة 1839 كتابًا باللغة اللاتينية سماه «أهم الفروق بين لهجات العرب المتأخرين والمتقدمين».
وفي سنة 1841، ارتحل فالين إلى العاصمة الروسية أنذاك بطرسبرغ، فتعمق في دراسة اللغة العربية بجامعتها على يد الشيخ محمد عياد الطنطاوي (وهو أستاذ مصري منتدب للتدريس في روسيا)، كما تعمق في العامية المصرية على يد الطنطاوي، حتى استطاع كتابة دراسة لغوية عن اللهجة المصرية.
مكث في مدرسة الألسن الشرقية عامين، وبقي هناك حتى آخر سنة 1842، وقبل أن يقفل راجعًا إلى بلاده، التحق بأحد معاهد المدينة الطبية، حيث تلقى تدريبًا في مجال الطب العملي.

## رحلاته في الشرق
وما إن عاد فالين إلى هلسنكي حتى وجد أمامه منحة من جامعته للسفر إلى أواسط الجزيرة العربية، فغادر هلسنكي في يوليو 1843 متوجهًا إلى باريس، حيث مكث فترة قصيرة، ومنها إلى القاهرة، حيث وصل في يناير 1844. وفي القاهرة، عاش فالين كمسلم لمدة عام، يرتاد الأزهر لتلقي العلوم، وهناك تقرب منه أحد موظفي الخارجية المصرية، وعرض عليه أن يمول رحلته إلى الجزيرة العربية، مقابل أن يزود الحكومة المصرية بالتقارير عن الأوضاع السياسية.
غادر فالين القاهرة قاصدًا الجزيرة العربية ـ تحت غطاء تجارة الخيول ـ في أبريل 1845، وقد ارتدي زيًا عربيًا وتسمى «عبد الولي»، واصطحب معه اثنين من البدو. وبعدما عبر سيناء، أمضى شهرين في معان، ثم اتجه شرقًا عبر الصحراء السورية إلى آبار ويسات، ومنها إلى الجوف، بوابة صحراء النفود في شمال الجزيرة العربية، حيث بقي قرابة ثلاثة أشهر ونصف وغادر منها نحو حائل. وهو أول من ذكر قُريِّة الأثرية 

## زيارته لمدينة حائل
غادر والن من الجوف نحو حائل وحل ضيفا عند الأمير عبد الله العلي الرشيد مؤسس دولة جبل شمر في حائل، ولم يلبث حتى اشترى منزلاً في مكة المكرمة. وكتب والن في مذكراته أنه في حائل «نسي العالم كله»، وقضى اياماً سعيدة فيها لدرجة أنه فكر في الإستقرار فيها، لا سيما وأنه صاحب الكثيرين من هناك وتكوّنت له صداقات عديدة إلى حد أن أحد الشعراء من مدينة حائل قد وعده بتزويجه ابنته.
وننقل من كتاب والن عن رحلته، هذه المقتطفات حول حائل:
- تكثر في جبلي أجا وسلمى الينابيع والآبار، ومياه آبارها، دون استثناء، من نوعية ممتازة، عذبة وخفيفة، وتساعد على الهضم السريع.
- إن الحبوب المزروعة في حائل تفضّل على المستوردة من بلاد ما بين النهرين، بسبب جودتها وطبيعة مادتها، وتباع بسعر أعلى من سعر الحبوب المستوردة.
- إنني أعد شمر، على نحو لا نزاع فيه، واحدة من القبائل الأكثر نشاطاً وقوة في بلاد العرب في الوقت الحاضر (عام 1845م)، وقوتهم ونفوذهم يزدادان بإطراد كل سنة. فمن القصيم إلى حوران، ومن ديار ابن سعود في شرق نجد إلى جبال الحجاز، خضع العرب لإبن رشيد والتزموا بطاعته من خلال أداء الزكاة له.
- في أثناء إقامتي في حائل كان هناك نحو 200 شخص من جميع أنحاء بلاد العرب ضيوفا على الأمير عبد الله (عبد الله العلي الرشيد) ينتظرون صدور قرار في قضية أو قضاء حاجة أخرى.
- يقول السكان أن أي فرد يمكنه أن يسافر عبر أراضيهم من أدناها إلى أقصاها حاملاً ماله فوق رأسه دون أن يعترضه أحد أو يخاف، مجرد خوف، من نهبه.
- حينما قدمت إلى حائل دهشت كثيراً ليس فقط لرؤيتي الصغار الذين تتراوح أعمارهم بين ثلاث واثنتي عشرة سنة في مجالسة كبار السن، ومبادلتهم الحديث، ولكن أيضاً أخذ رأيهم في مواضيع تفوق مستواهم، والاستماع إلى مايقولونه باهتمام. ويعيش الصغار مع آبائهم في محبة وألفة، ولم أر في حائل تلك المشاهد الكريهة المألوفة بمصر، والد حانق يضرب ابنه، ولا رأيت الإذلال الذي يعانيه صغار الأتراك الذين لا يُسمح لهم ابداً بالجلوس أو حتى الكلام في حضرة آبائهم المتغطرسين، ولم أر في العالم كله أولاداً أكثر تعقلاً وأحسن خلقاً وأكثر إطاعة لآبائهم من الحائليين.

## مكة وفلسطين وفارس
اعتنق الإسلام وزار مكة في 1845، وهي المحظورة على غير المسلمين. وفي الفترة بين 1846 و 1848 زار فلسطين وبلاد فارس.
وبحلول عام 1850، عاد والن إلى أوروبا، حيث نشرت الجمعية الجغرافية الملكية كتابه بعنوان Notes taken during a Journey through part of Northern Arabia ومنحته ميدالية مؤسسها اعترافاً ببحثه الرائد. أكمل والن رسالة الدكتوراه في 1851 وعـُيـِّن لاحقاً أستاذا للأدب الشرقي في جامعة هلسنكي.

## وفاته
كتب والن أنه أصبح يرى الثقافة الأوروبية كابتة وأنه «لم يعد يستطيع أن يأقلم نفسه مع أوروبا». وبغض النظر عن السبب، فإن والن توفي في 23 أكتوبر 1852، فقط بعد ثلاث سنوات من عودته إلى فنلندا ويوم واحد قبل أن يبلغ الحادية والأربعين. وطلب من والدته قبل موته أن يـُدفن في مقابر المسلمين وليس المسيحيين، وأن يكتب على شاهد قبره اسمه الإسلامي «عبد الولي» بالعربية.